# Ali Hasan Salame
Ali Hasan Salame (arabsky: علي حسن سلامة, ʿAlī Ḥasan Salāmah, hebrejsky: עלי חסן סלאמה, kódovým jménem Abu Hasan; 1940 – 22. ledna 1979) byl velitel operací palestinské teroristické organizace Černé září zodpovědné za masakr izraelských olympioniků na letních olympijských hrách v Mnichově v roce 1972 a řadu dalších útoků. Patřil rovněž mezi zakladatele uskupení Síla 17. Ali Hasan Salameh byl zlikvidován v lednu 1979 v libanonském Bejrútu agenty izraelské zpravodajské služby Mosad. Při této operaci bylo zabito dalších osm lidí, z toho 4 náhodní civilisté.

## Kulturní odkazy
- Ve Spielbergově filmu Mnichov je Ali Hassan Salameh jedním z terčů útoku, objeví se dvakrát, ale ve filmu se jej nepodaří zabít.